# NGC 1400
NGC 1400 је елиптична галаксија у сазвежђу Еридан која се налази на NGC листи објеката дубоког неба.
Деклинација објекта је - 18° 41' 17" а ректасцензија 3h 39m 30,7s. Привидна величина (магнитуда) објекта NGC 1400 износи 10,9 а фотографска магнитуда 11,9. Налази се на удаљености од 23,415 милиона парсека од Сунца. NGC 1400 је још познат и под ознакама ESO 548-62, MCG -3-10-22, IRAS 03372-1850, PGC 13470.